# Mighty Terror
Fitzgerald Cornelius Henry, mais conhecido pelo nome artístico de  Mighty Terror (13 de janeiro de 1922 — 14 de março de 2007) foi um cantor, letrista, trompetista, baixista e baterista de Calipso  de Trinidad e Tobago.

## Início de carreira em Trinidad
A carreira de Mighty Terror começou em 1947. A sua estreia deu-se no Calypso Palace Tent em 1948. Juntou-se à Young Brigade Tent em 1949, onde continuou a tocar até deixar Trinidad em 1953.
Durante este tempo em Trinidad gravou para SaGomes (1951), Christopher (1952) e tomou parte nas sessões "Dial"" em 1953.

## Mudança para Inglaterra
Em 1953, aceitou um emprego de bombeiro num navio e chegou a Inglaterra nesse mesmo ano. À chegada a Inglaterra, foi inicialmente para Londres.
Nas suas próprias palavras:
Pulei para um táxi e disse, Sabe de um cavalheiro chamado Lord Kitchener? Eu imaginei-o popular e um taxista devia conhecê-lo. Ele disse-me que morrera há muito tempo. Não este (disse eu). Este é um calipsoniano das Índias Ocidentais, Trinidad.
Popular ou não, o taxista nunca ouvira falar de Lord Kitchener, por isso levou-o para um clube das Índias Ocidentais, de onde ele dera o número de telefone de Fitzroy Coleman. Terror mudou-se para lá com os "Colemans" e dentro de um mês cantava regularmente no clube e teve um contrato para cantar um jingle para a BBC.
Começou a gravar para a "Melodisc" em 1954 e tomou parte das sessões Nixa em 1958.
Em 1957 Terror ganhou o título de Calypso King of Great Britain (Rei do Calipso na Grã-Bretanha) no concerto organizado por Claudia Jones depois de investidas na comunidade negra da zona Oeste de Londres. Este concerto foi o prelúdio do agora famoso Notting Hill Carnival (Carnaval de Nothing Hill).
O periodo entre 1958 e 1964 foi gasto em tornées, primeiro com o calipsoniano Lord Kitchener e mais tarde com o Bert McLean's Trio.

## Regresso a Trinidad
Terror voltou para Trinidad em 1965 e ganhou a Calypso Crown em 1966. Em Abril de 1966, representou Trinidad e Tobago no Festival de Artes Negras em Dakar, Senegal.
Em 1985 o seu país natal premiou-o com Silver Humming Bird Medal por serviços para a música Calypso.
Mighty Terror actuou ainda por muito tempo em Trinidad.

## Doença e Morte
Mighty Terror estava doente com um câncro da garganta. Depois de um apelo da sua esposa, Gloria, A Pan Trinbago e a National Carnival Commission concordaram em pagar a custos inerentes aos Cuidados Domiciliários de Enfermagem depois de ele deixar o hospital.
Mighty Terror morreu no dia 14 de Março de 2007, aos 85 anos de idade, em consequência do cancro. Ele teve quatro filhas que vivem, todas elas, nos E.U.A.

## Músicas e Letras
Como a maior parte dos temas de Calypso, as canções de Mighty Terror contam uma história. Muitas delas contêm uma porção de insinuações e algumas até temas surpreendentes explícitos para a época em que foram criadas. Existem numerosos temas, como os exemplos que se seguem:

### Vida pessoal
- TV Calypso -  Sobre a compra do seu primeiro televisor depois de ser continuamente negada pela sua esposa e filha.

- Patricia Gone With Millicent - Sobre o abandono por parte da sua esposa para viver uma violenta relação lésbica.

### Outros Calypsonianos
- Kitch Calvacade - Um tributo a Lord Kitchener.

- Calypso War - Uma tirada contra os "falsos" calypsonianos da Jamaica.

### Comentários sociais
- Heading North - Sobre a discriminação racial nos Estados do Sul dos E.U.A. nessa época.

- Brownskin Gal - Sobre o comportamento dos soldados americanos em relação às raparigas caribenhas.

- Jamaica Girl - Com o mesmo tema do anterior.

### Puro humor
- Women Police in England Sobre a sua tentativa de ser preso por uma atraente mulher polícia loura que ele viu.